# Église Saint-Vinard de Menesble
L'église Saint-Vinard est une église catholique située à Menesble en Côte-d'Or dont la construction remonte aux XIIe siècle et XIIIe siècle.

## Localisation
L’église Saint-Vinard est située à flanc de coteau au centre du village de Menesble.

## Historique
Son histoire et l’origine de son vocable restent incertains. Sa construction a probablement débuté par le chœur à la fin du XIIe siècle et s’est achevée au XIIIe siècle par la nef, le narthex et le clocher. 
L'édifice qui a connu peu de modifications offre un bon exemple de construction religieuse romane médiévale. Sa toiture a été restaurée en 2010.

## Architecture et description

### Aspect extérieur
Approximativement orientée, l’église à nef unique est construite en pierre et moellons selon un plan allongé avec une abside carrée à fond plat accolée au pignon est de la nef. Le clocher court, massif et couvert d’un toit en pavillon est excentré sur le côté ouest de la façade et on note un escalier à vis qui lui est accolé hors-œuvre sur le côté sud.

### Aspect intérieur

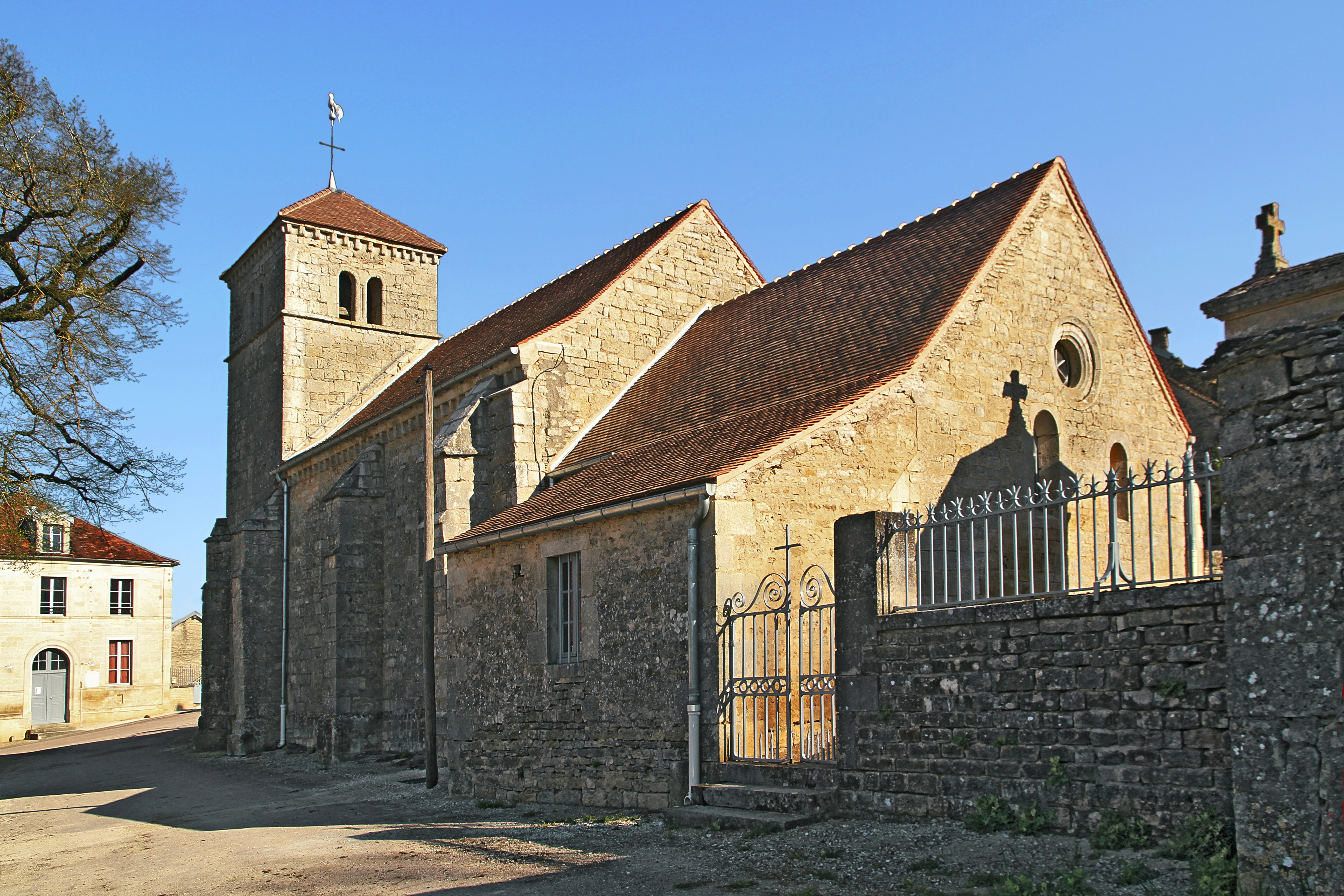

L’édifice présente un narthex de deux travées couvertes de voûtes sur croisées d’ogives, une nef à plafond lambrissé et un chœur, moins large que la nef, formé de deux travées voûtées en berceau. Le narthex et la nef sont séparés par deux arcades en arcs brisés. La nef est éclairée par deux baies en plein cintre côté sud et une baie en arc brisé côté nord ; le chœur par deux baies étroites en plein cintre et un oculus.

## Mobilier
Le mobilier est composé d’un autel de style néo-gothique et de deux autels latéraux de style classique du XIXe siècle. L’église renferme aussi :
- un Christ en croix[3] et une Vierge à l'Enfant en bois polychrome du XVIIIe siècle[4] ainsi que quelques statuettes en bois doré,
- deux tableaux : une Pietà du XVIIe siècle et une copie du Christ expirant sur la Croix de Pierre-Paul Prud'hon[5] datant du milieu du XIXe siècle.

## Saint Vinard
Saint Vinard, dont le vocable est très présent en Haute-Marne reste un saint très hypothétique. La légende rapporte qu'il se serait réfugié à Celles-en-Bassigny vers 250 pour fuir les persécutions de l’empereur Dèce. Sa statue à l’entrée du village d’Ouge daterait de 1163 et proviendrait du portail de l’abbaye de Cherlieu ; on l'implorait pour éloigner les renards, les loups et faciliter les accouchements.